# 2023年印度曼尼普尔邦骚乱
2023年印度曼尼普尔邦骚乱是始於2023年5月3日印度东北部曼尼普尔邦的一起騷亂，由信奉印度教的梅泰族与信奉基督教的那加族和库基族之间的民族矛盾引发。起因是印度政府准备赋予梅泰族“表列部落”地位，获得这一地位的少数族群能得到一定的政府职位和大学录取名额，有资格参加国家福利计划、获得特殊权利等，但这引起曼尼普尔邦其他以信奉基督教为主的那加族和库基族的不满，那加族和库基族发动示威游行抗议，最后示威演变成暴力冲突。暴乱至少造成181人死亡，310人受伤，1809间房屋被烧毁和2.6万人流離失所及4.6萬人需需从该邦撤离并被带到安全地区。印度军队和阿萨姆步枪队被部署在曼尼普尔邦以镇压暴乱。印度军队接到遇到“极端情况”可“当场开枪”的命令，并在曼尼普尔邦实施宵禁，曼尼普尔邦的互联网服务也被关闭。

## 背景
曼尼普爾邦是印度東北部的一個邦，東部和南部與緬甸接壤。中心居住區是因帕爾山谷，約佔該州土地面積的10%，主要居住著梅泰人。周圍的山丘上居住著山地部落，南部地區為庫基人，東北部地區為納迦人。
梅泰人（主要是印度教徒，但也有穆斯林、佛教和當地薩納馬希信徒）佔人口的53%。根據曼尼普爾邦土地改革法，除非獲得當地區議會的許可，否則他們不得在該邦的丘陵地區定居。該邦350萬人口中，部落人口主要由信奉基督教的庫基人和那加人組成，約佔40%，居住在保留山區，該地區佔該邦90%的剩餘人口。部落人口沒有被禁止在山谷地區定居。
梅泰人在曼尼普爾邦立法議會中主導政治地位。議會的60個席位中，有19個席位保留給表列部落，即納迦族或庫基斯族，而40個席位為無保留的一般選區，其中39個席位由梅泰候選人在上次選舉中贏得。部落團體抱怨政府支出過度集中在梅泰人主導的英帕爾河谷。

### 2023年事態升級
2023年，曼尼普爾邦政府開始努力將非法移民從山林保護區的定居點中驱离。官員表示，自20世紀70年代以來，來自緬甸的非法移民一直在曼尼普爾邦定居。部落團體表示，非法移民是梅泰人想要將部落人口趕出他們的土地的藉口。2023年2月，印度人民黨邦政府開始在丘拉昌德普爾縣、康波克比縣和騰努帕爾縣進行驅逐行動，宣布山林居民為侵占者，此舉被視為反部落的。
今年3月，曼尼普爾邦內閣決定退出與庫基民族軍、佐米革命軍等三個庫基武裝組織的停火協議，但中央政府並不支持。曼尼普爾邦的幾個組織也在新德里舉行示威，要求以1951年為基準年建立國家公民登記冊（NRC），控訴山區人口增長異常。第一次暴力事件發生在康波克比县的一場衝突中，造成五人受傷，抗議者聚集在那裡舉行集會，反對“以受保留山林、受保護山林和野生動物保護區的名義侵占部落土地”。與此同時，邦內閣表示，政府不會在“保護邦政府森林資源和根除罌粟種植所採取的措施”方面妥協。4月11日，因帕爾部落定居點地區的三座教堂因被視為政府土地上的“非法建築”而被夷為平地。
2023年4月20日，曼尼普爾邦高等法院的一名法官指示邦政府“考慮將梅泰人社區列入表列部落名單的請求”。庫基人擔心，表列部落地位會讓梅泰人在禁止的丘陵地區購買土地。

## 相关事件

### 庫基族女性裸體影片被廣傳
2023年7月19日，一段影片在Twitter上廣傳，片段顯示庫基族（Kuki）社區的兩名婦女被約1000人強迫裸體並遊街示眾。 該事件可追溯至2023年5月4日，事件發生在一名梅泰族婦女被強姦和謀殺的假消息流傳之後。根據警方的投訴，庫基社區的兩男三女在試圖逃離遭受暴力襲擊的地區時被梅泰族人攔住。兩名男子均被後者殺害，婦女被迫脫光衣服，其中一名婦女遭到「殘酷輪姦」。一名受害者聲稱警方也參與其中，是警察將這些婦女交給暴徒。直到事件發生幾個月後，影片被廣傳後，警方才首次逮捕了該案。政府以擔心擾亂法律和秩序為由，要求Twitter刪除該視頻。
最高法院在影片發布後數小時內做出回應，警告稱若政府不採取行動，法院將進行干預。該事件促使莫迪總理發表講話，表示影片瘋傳後，他的內心「充滿痛苦和憤怒」。該州的互聯網暫停運作，被不少人認為有助掩蓋有關事件。
新聞門戶網站Newslaundry報導稱，全國婦女委員會（NCW）在6月份收到投訴後就知道了這一事件，但 NCW 對此置之不理。
2023年7月20日，曼尼普爾邦警方報告稱，已有4人因涉嫌犯罪被捕。